# Marina Zablith
Marina Zablith   (São Paulo, 4 de març de 1987) és una jugadora de waterpolo i entrenadora brasilera. Va formar part de la selecció del Brasil del waterpolo als Jocs Panamericans de 2011, al Campionat del Món de 2015 i als Campionats del Món de 2017. També va participar als Jocs Olímpics d'Estiu de 2016.
Després de jugar dues temporades al Centre Natació Mataró, la temporada 2018-19 es va convertir en l'entrenadora del primer equip, i la temporada següent va guanyar la primera Lliga espanyola de waterpolo femenina del club.